# Katedra św. Jakuba w Jerozolimie
Katedra św. Jakuba w Jerozolimie (orm.: Սուրբ Հակոբյանց վանք) należy do Apostolskiego Kościoła Ormiańskiego i znajduje się w ormiańskiej dzielnicy Starego Miasta w Jerozolimie. Z katedrą połączony jest klasztor.

## Opis
Do katedry wchodzi się przez zadaszony przedsionek i podwórko, ozdobione kamiennymi pomnikami ormiańskimi z XIX wieku. Wejście główne zdobi portal z freskiem i ceramicznymi, malowanymi kaflami, tworzącymi zdobione obramowanie. Wnętrze podzielone jest na 3 nawy z czterema kwadratowymi kolumnami, podtrzymującymi centralną kopułę i ozdobionymi na dole biało-niebieskimi kafelkami, a w górnych częściach obrazami religijnymi. Nawy zakończone są trzema absydami, w których znajdują się ołtarze, oddzielone ikonostasem. Z sufitu zwieszają się setki ozdobnych, srebrnych i złotych lamp oliwnych, podłogę przykrywają dywany, drzwi i panele drewniane są bogato rzeźbione, złocone i inkrustowane masą perłową.

### Ważniejsze relikwie
W katedrze znajduje się kilka mniejszych kaplic, w trzeciej z lewej jest relikwiarz, zawierający głowę św. Jakuba Większego. Jest tu także krzesło wg tradycji należące do apostoła Jakuba, zwanego Mniejszym, który miał siedząc na nim wygłaszać kazania; był on pierwszym biskupem jerozolimskim, a jego grób wg tradycji ormiańskiej znajduje się w prezbiterium. Kościół katolicki uznaje jednak, że ciało tego apostoła spoczywa w bazylice Dwunastu Apostołów w Rzymie. W kaplicy św. Menasa (pochodzącej z V wieku) znajduje się skarbiec katedralny z wieloma manuskryptami. W kaplicy Eczimiazin są 3 kamienie, pochodzące z góry Tabor, góry Synaj i z rzeki Jordan.

## Historia
Ormiańska diaspora jerozolimska jest najstarszą poza swoją ojczyzną i pochodzi z V wieku. Patriarchat ormiański w Jerozolimie założono w 637. Katedra została zbudowana w XII wieku przez krzyżowców ormiańskich na miejscu wcześniejszego klasztoru gruzińskiego z XI wieku, który rozbudowano wokół jeszcze starszej kaplicy św. Menasa z ok. 444 n.e. Tradycja głosi, że było to miejsce, gdzie w 44 n.e. ścięto mieczem apostoła Jakuba, zwanego Większym z rozkazu Heroda Agryppy. Katedrę przebudowano w 1142 i w 1163, ale obecny wygląd zawdzięcza zmianom architektonicznym, zleconym w XVII wieku przez patriarchę Grzegorza.

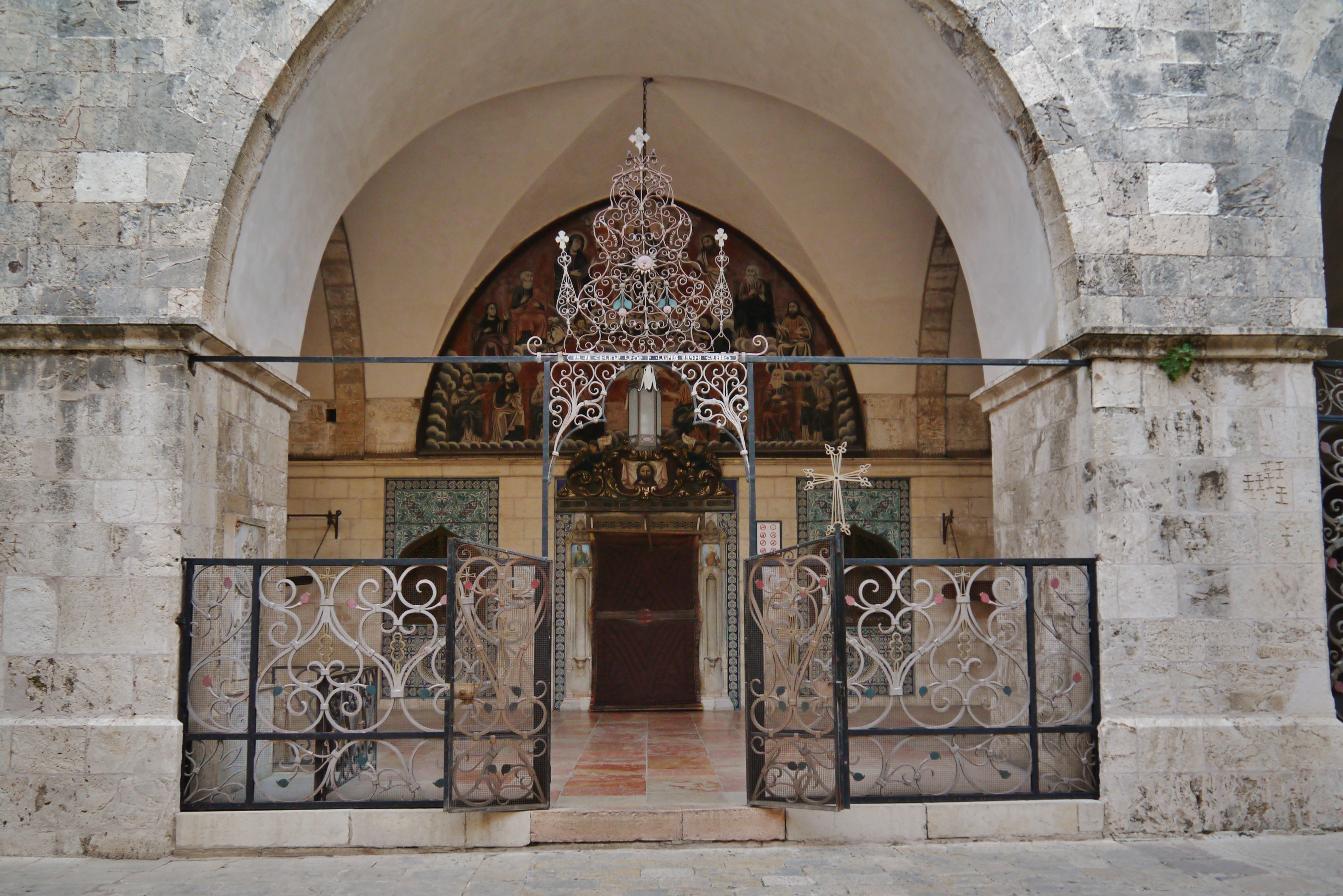
Portal wejściowy katedry
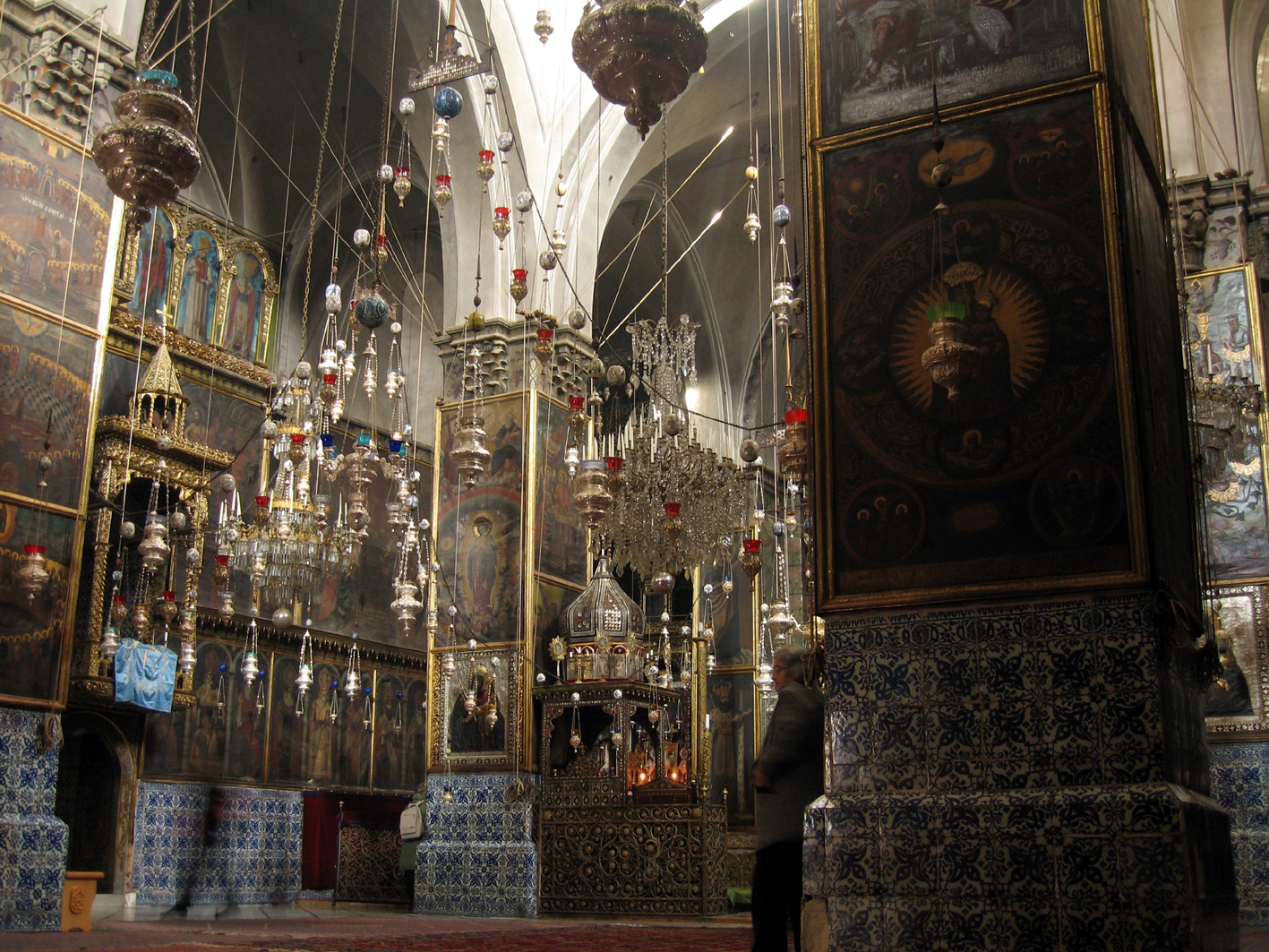
Wnętrze katedry
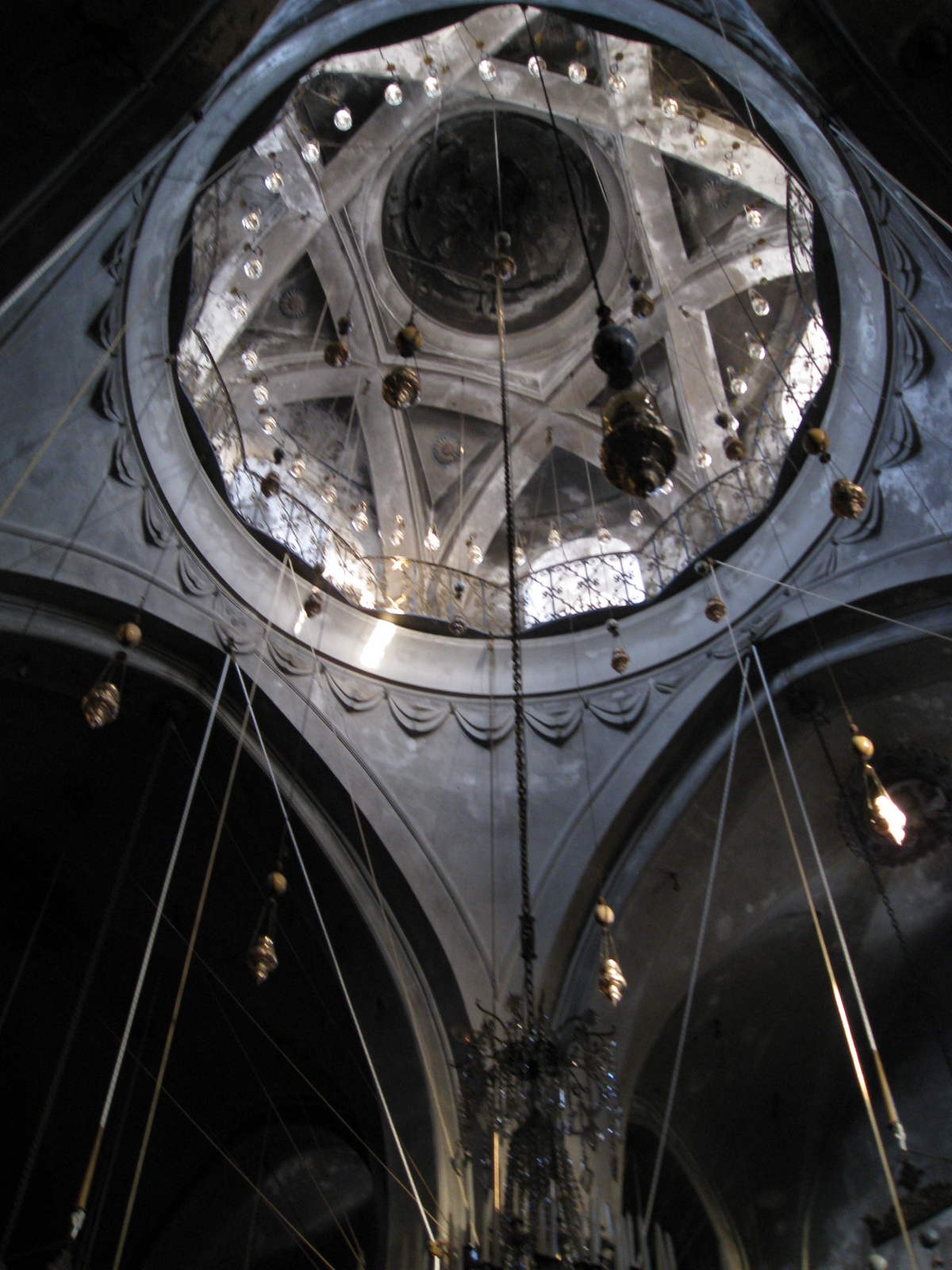
Kopuła
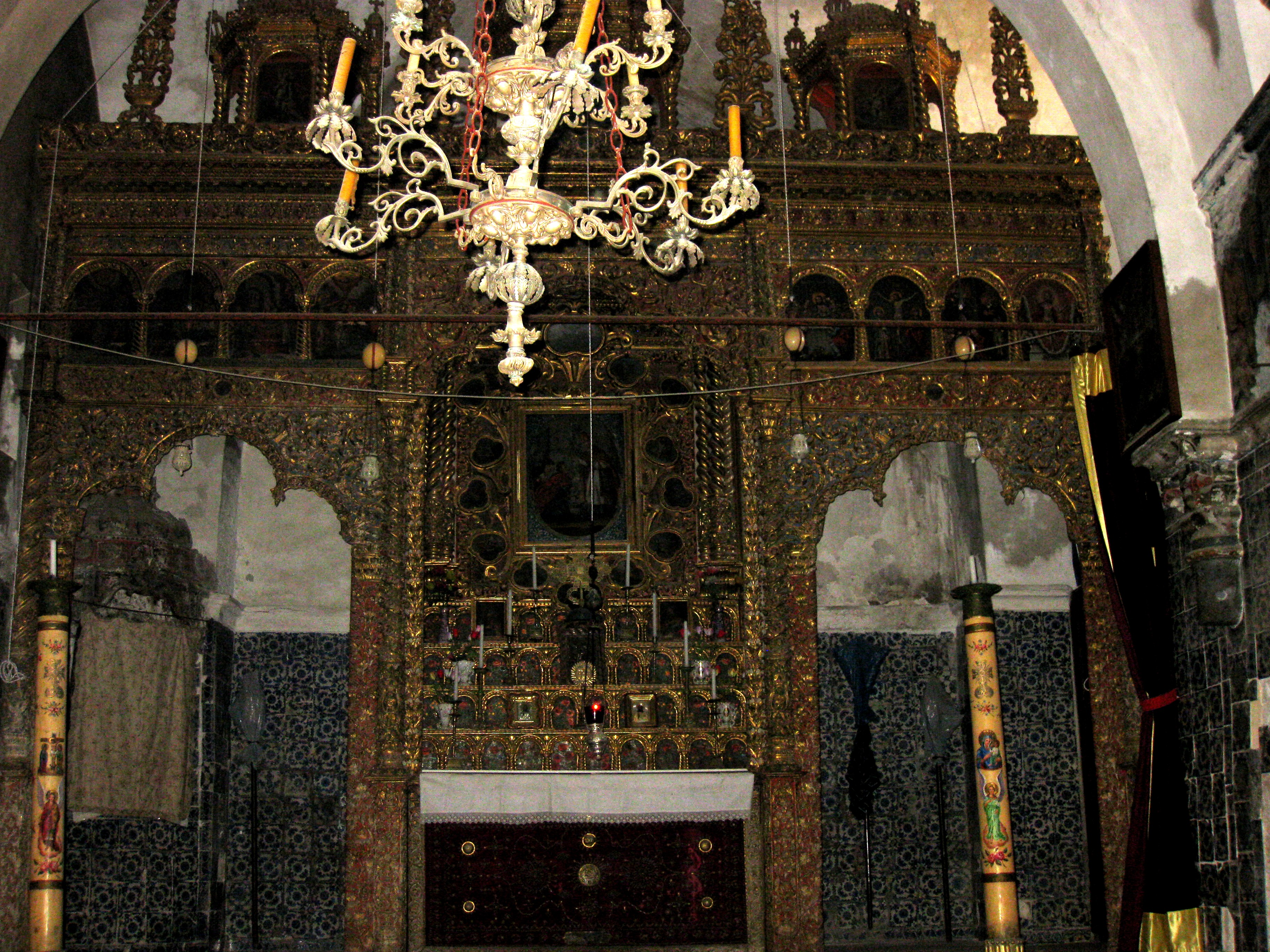
Ikonostas w katedrze